# Adolf Hitlers födelsehus

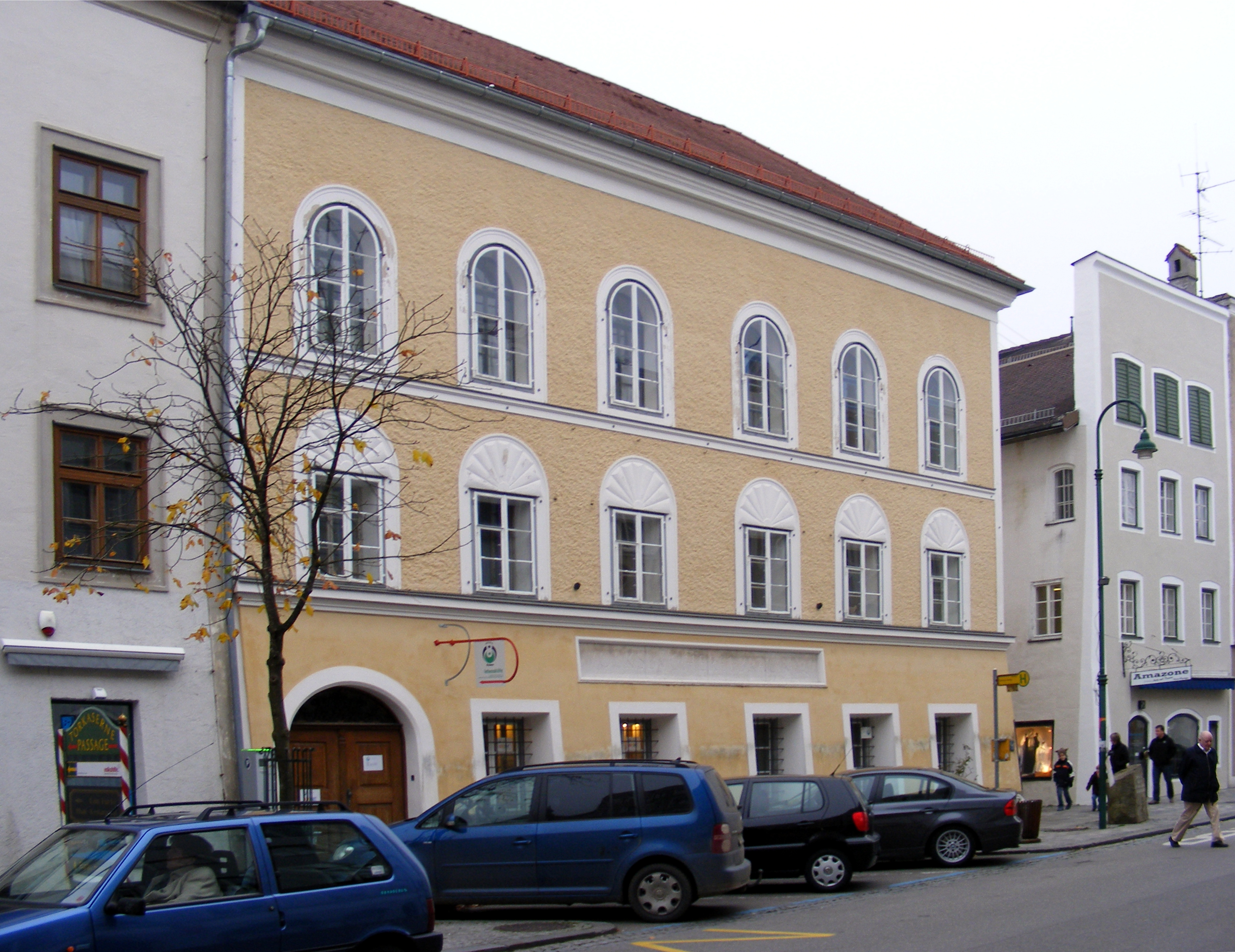
Adolf Hitlers födelsehus i Braunau am Inn (2008).

Adolf Hitlers födelsehus ligger i Braunau am Inn, en stad i det österrikiska förbundslandet Oberösterreich. Huset, som är ett före detta bryggeri och värdshus med uthus och hyreslägenheter, var kulturcentrum under Adolf Hitler. Idag används det för dagvård av funktionshindrade och är byggnadsminnesmärkt.

## Historia
Husets adress är sedan 1890 Salzburger Vorstadt 15. Enligt boken Braunauer Häuserchronik (Salzburg, 1943) av Franz Martin bestod bryggeriet ursprungligen av två byggnader. Makarna Dafner tog över gästgiveriet 1888.
Till invånarna av huset hörde under slutet av 1800-talet också Alois Hitler och hans tredje fru Klara (född Pölzl), som bodde där med sina barn i en hyreslägenhet. Den 20 april 1889 föddes här sonen Adolf, som senare blev tysk rikskansler och diktator.
Innehavaren och värden Franz Dafner dog 1891. Hans änka Helene Dafner, tog över gästgiveriet och drev det fram till 1911, då hon sålde det. Den nya innehavaren, Josef Pommer, drev sedan gästgiveriet från 1921 till 1938.
År 1938, efter annekteringen av Österrike till det nationalsocialistiska tyska riket, köpte Martin Bormann Führerns födelsehus för NSDAP:s bruk. Han betalade fyra gånger så mycket som huset var värt. Byggnaden sanerades och användes som kulturcentrum med ett galleri och ett folkbibliotek. Mellan 1943 och 1944 ställdes bilder och skulpturer av regionala konstnärer ut i det så kallade Braunauer Galerie im Führer-Geburtshaus. 
Efter att Österrike intogs av amerikanska styrkor i slutskedet av andra världskriget, öppnades den 1 november 1945 en utställning om koncentrationslägren i Hitlers födelsehus. Huset återgick till de ursprungliga ägarna 1952 och hyrdes samtidigt av republiken Österrike och användes till 1965 som bibliotek. Sedan 1976 används byggnaden som daghem för funktionshindrade av den österrikiska organisationen Lebenshilfe.